# Simón Ruiz

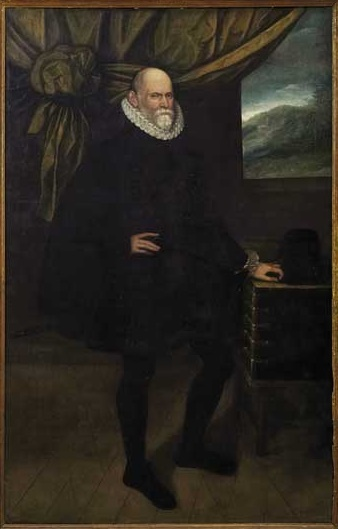
Círculo de Juan Pantoja de la Cruz: Retrato de Simón Ruiz, 1597, óleo sobre lienzo, 207 x 128 cm, Medina del Campo, Fundación Simón Ruiz, depositado en la Fundación Museo de las Ferias.

Simón Ruiz Embito (Belorado, Burgos 1525-Medina del Campo, Valladolid 1597) fue un comerciante dedicado al comercio al por mayor, que también se dedicó a las finanzas internacionales convirtiéndose en un mercader-banquero con agentes en toda Europa, entre cuyos clientes se contaba Felipe II.
En Medina del Campo se encuentra su archivo y el del hospital por él fundado, el denominado archivo de Simón Ruiz, propiedad de la Fundación Simón Ruiz. Es el único archivo completo de un financiero español del siglo XVI y está compuesto por 56 721 cartas comerciales datadas entre los años 1553 y 1630. Declarado Bien de Interés Cultural por la Junta de Castilla y León en diciembre de 2017, desde junio de 2015 lo gestiona la Fundación Museo de las Ferias por Convenio de Colaboración suscrito entre las dos instituciones.

## Biografía

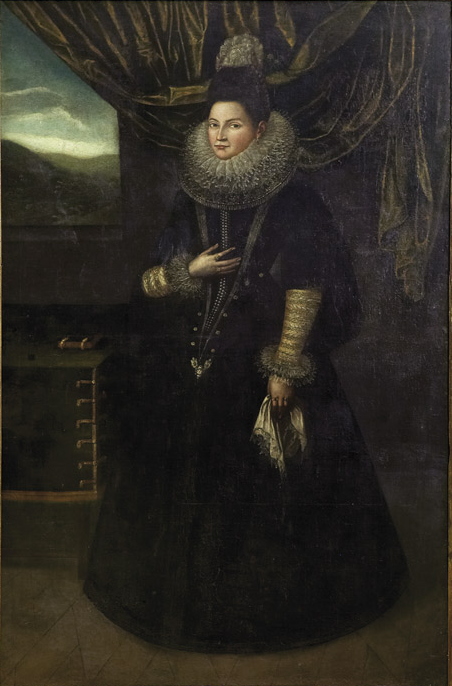
Círculo de Juan Pantoja de la Cruz: Retrato de su segunda esposa, Doña Mariana de Paz, Museo de las Ferias, Medina del Campo.

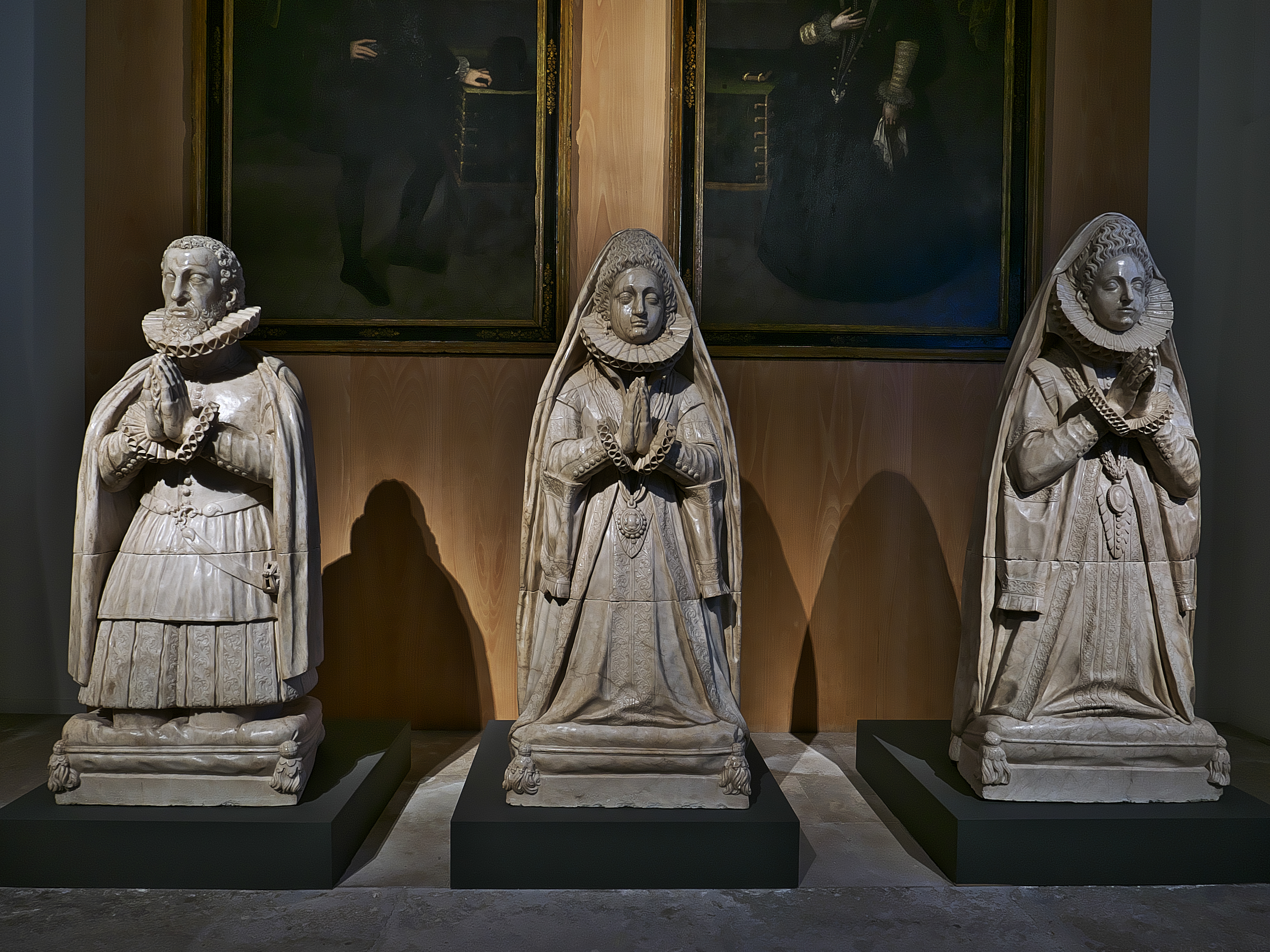
Simón Ruiz, María de Montalvo y Mariana de Paz, Museo de las Ferias, Medina del Campo.

Nació en la villa de Belorado, al final de 1525 o comienzos de 1526. Era hijo de Simón Ruiz y Juana González de Miranda, hidalgos sin grandes bienes dedicados al comercio de la lana. A los 20 años entabla por su cuenta una relación comercial con Ivon Rocaz, un rico comerciante de Nantes, que le enviaba telas de Bretaña para su venta en las ferias de Castilla. El éxito del producto en Medina del Campo le animó a trasladarse a esa localidad en 1550, mientras su hermano Andrés se instalaba en Nantes.
Más tarde se asoció con Juan de Orbea, tesorero de Aragón. Afianzó las relaciones anteriores con Nantes, y desde Medina del Campo comenzó a tener relaciones con corresponsales en distintas ciudades europeas (Lisboa, Valencia, Génova, Ruan), no dudando en desplazar enviados especiales a otros puntos que le interesasen.
En 1561, tras conseguir una gran fortuna, contrajo matrimonio con una dama de la nobleza, María de Montalvo. Enviudó, y casó de nuevo en 1574 con Mariana de Paz, que tenía familiares en altos cargos de la corte, por lo que se trasladan a Valladolid, donde consiguió los contactos necesarios para convertirse en el banquero del rey, siendo probable que fuera recibido en algunas ocasiones por el monarca.
Regresó a Medina del Campo en 1576, falleciendo el 1 de marzo de 1597. En su testamento, otorgado con fecha 1 de abril de 1596, dejó sus bienes a Mariana de Paz, con dos condiciones: que no contrajera nuevo matrimonio y que no saliera de Medina del Campo más de dos meses al año; arraigado a fondo en su ciudad de adopción, vivía en la calle de Ávila, actualmente dedicada a su nombre, en un caserón sobrio y decorado con  objetos traídos de diversos puntos: mobiliario de Francia, Holanda o Alemania, y objetos procedentes de la India, enviados por su corresponsal portugués Hernando de Morales.

## Negocios
Trataba con toda clase de mercaderías: empezó con los lienzos, pero también trató con especias, aceites, cochinilla, índigo, sal, trigo, etc. En 1586 constan importaciones procedentes de Hamburgo, entre las que figuraba cobre de Suecia y Hungría.
La ascensión social de Simón Ruiz le lleva desde la actividad de revendedor al papel de financiero de algunos de sus clientes, como Felipe II. Esta faceta se debió al uso que hacía del sistema de las letras de cambio, lo que puso en sus manos al rey, que no disponía de oficinas de la Hacienda Real en los Países Bajos ni en Italia, y le necesitaba para realizar pagos y anticipos. De éstos, unos eran ordenados en España por el Consejero de Hacienda, y otros lo eran en los Países Bajos y llevaban la firma de su Gobernador. Simón Ruiz actuó como banquero de la Corona entre 1576 y 1588.
Llegó a ser un mercader-banquero, categoría financiera diferenciada de los cambistas, quienes realizaban el trueque de diversas monedas contantes y sonantes y admitían depósitos para guarda y custodia, y de los usureros, que prestaban a altos intereses. Un mercader-banquero no sólo hacía esas funciones en caso necesario, también tenía capacidad para negociar monetariamente mediante transacciones de divisas utilizando la letra de cambio.
Constituyó un sociedad mercantil en Sevilla para extender negocios a gran escala con América, por lo que las quiebras en cadena ocurridas en la ciudad durante 1567 y 1568 afectaron a sus negocios, aunque un rápido viaje a la ciudad hispalense consiguió reducir pérdidas: a partir de esta crisis limitó el tráfico de su compañía con Sevilla, olvidándose de los negocios americanos. Centralizó el comercio con Francia y Flandes en el puerto de Bilbao, y en Alicante el de Italia.
Tuvo también problemas con las aduanas, en 1559 y 1564, en que se le incautó dinero en efectivo y se abrió un proceso penal. El embajador ante la corte francesa, Juan de Vargas Mexía, le acusó de espionaje: Felipe II anotó en el documento: Lo que se dice de Simón Ruiz no me convence. Tanto a él como a su hermano se les tiene por hombres de bien., dando por zanjado el asunto.
A su muerte el negocio de los Ruiz pasó a Cosme, hijo de Vítores, otro hermano de Simón.

Véase también: Finanzas de Felipe II

## Hospital General
El año 1564, Simón Ruiz era regidor de Medina del Campo, lo que le permitía intervenir en todo lo relativo a ferias con vistas a sus negocios y, por otro lado, a actividades de beneficencia. Los últimos años de su vida los dedicó a la fundación de un Hospital bajo las advocaciones de Nuestra Señora de la Concepción y San Diego de Alcalá. Lo llamó Hospital General, y fue destinado a la atención de todo tipo de enfermos y heridos y a la recogida de peregrinos, desamparados y contagiosos, dejando destinada a él una importante cantidad en su testamento.
El Hospital es de estilo herreriano, con muros de ladrillo y piedra. Está construido alrededor de un patio clasicista y comprende una iglesia de estilo jesuítico. El retablo mayor y tres estatuas existentes de la familia Ruiz son obra de Francisco del Rincón y Pedro de la Cuadra. Cierra el crucero una extraordinaria reja de estilo renacentista.

## Epistolario
Ruiz no tuvo una buena biblioteca, apenas algunos libros de contenido religioso, ciertas narraciones populares y la obra Espejo de Príncipes, junto a los miles de cartas recibidas y copias de parte de las enviadas. Una correspondencia que superó las 50.000 epístolas en 20 años: el récord lo marcó en 1579: 2.620 cartas, siete por día.
El archivo está considerado único en su género, ya que guarda datos de la actividad particular de su empresa y otros de importancia histórica, sobre comercio interior y exterior, con datos sobre las políticas mercantiles de los gobernantes, banca y cambios, y «hasta los acontecimientos políticos».
Para un mercader como Ruiz era imprescindible contar con la información facilitada por sus corresponsales sobre la situación del mercado, el patrimonio de sus proveedores y clientes, y todo tipo de datos económicos y políticos necesarios de conocer para tomar decisiones. Usaba tanto el correo oficial (en manos de la familia De Taxis) como mensajeros.
En el archivo coexisten las cartas generales, con asuntos corrientes de la compañía y otras reservadas a él personalmente, con noticias confidenciales sobre política, solvencias, etc.
Hay algunas en portugués, italiano y francés, pero la mayoría está en castellano, lengua comercial del momento conocida tanto por los comerciantes franceses como por los italianos.
Su contabilidad está siendo estudiada.

### Corresponsales
Mantuvo correspondencia, además de con sus agentes, con importantes financieros como Lomellini, Spínola y Fugger (Fúcar): estos últimos, mercaderes de Augsburgo, con amplia información política; Jerónimo Scorza, Felipe y Jacobo Cattaneo, Bernardino Negrone y Castelvi Pinelli en Génova; desde Milán le informaban el capitán Juan de Muñatones y el banquero Cesare Negrollo; desde Florencia, Simón Ruiz y Baltasar Suárez.